# Les Héritiers de Captain Africa
Pour plus de détails, voir Fiche technique et Distribution.
Les Héritiers de Captain Africa est un documentaire français réalisé par Xavier Fournier et Frédéric Ralière, diffusé à partir du 26 mai 2025 sur Warner TV Next et disponible sur la plateforme Max. D'une durée de 53 minutes, ce film explore l'histoire et l'essor des super-héros africains, en mettant en lumière les créateurs et les œuvres qui redéfinissent le genre sur le continent africain.

## Synopsis
Le documentaire propose un voyage à travers plusieurs pays africains, notamment le Nigeria, l'Afrique du Sud et le Zimbabwe, pour rencontrer des artistes, scénaristes et éditeurs qui façonnent une nouvelle génération de super-héros enracinés dans les réalités africaines. Contrairement aux figures emblématiques des comics américains, ces héros évoluent dans des contextes locaux, affrontant des problématiques telles que la corruption, l'injustice sociale ou le néocolonialisme.

## Contexte et intentions
Le projet s'inscrit dans la continuité des précédents documentaires du duo Fournier-Ralière, tels que Le Règne des Super-Héroïnes (2021) et Super-Vilains : l’Enquête (2023). Avec Les Héritiers de Captain Africa, les réalisateurs souhaitent mettre en avant la richesse et la diversité des créations africaines dans le domaine des comics, souvent méconnues du grand public. Le titre fait référence au personnage de Captain Africa, créé par le Ghanéen Andy Akman dans les années 1980, considéré comme l'un des premiers super-héros africains.

« Plusieurs  reportages occidentaux m’ont fait un peu tiquer puisqu’on y expliquait  que l’Afrique avait “enfin” son super-héros et ça me semblait passer  totalement sous silence la production locale. »

— Xavier Fournier, scénariste et réalisateur, L'Autre Quotidien.
Depuis les années 2010, la bande dessinée africaine connaît un essor dans le genre super-héroïque. Inspirés des cultures et réalités du continent, ces héros rencontrent un succès croissant à l’international, à l’image de leurs équivalents de DC ou Marvel. Parmi les figures les plus emblématiques de cette mouvance figurent Guardian Prime, Ireti, Eru, Maxspeed, Nu-Tech, Power Box, Malika, Windmaker, E.X.O, Firefrost, Fury, Freelance, Iyanu (prononcé E-Yaa-Nuh), Captain South Africa, Kwezi, Umzingeli, Jember, Hawi, Zufan, Dark Lion et Enkwo Kori-Odan. Ces personnages témoignent de la richesse narrative et visuelle de la création africaine contemporaine dans le domaine du comics.

## Intervenants
Parmi les personnalités interviewées dans le documentaire figurent :
- Mohale Mashigo, scénariste sud-africaine travaillant sur la série Kwezi, qui critique la vision occidentale des super-héros africains et souligne l'importance de créer des figures héroïques authentiques[1].
- Emmanuel Ezeabiama, cofondateur du studio nigérian Comic Republic, qui défend une approche panafricaine du comics[1].
- Michel Bampély, sociologue de l’art, qui apporte une analyse sur la portée culturelle et sociale de ces nouvelles figures héroïques[3].

## Réception
La journaliste Pauline Croquet, dans Le Monde, salue la démarche originale du documentaire, qu’elle décrit comme « un éclairage sur une scène créative en plein essor ». Elle souligne que le film « met en lumière la manière dont les artistes africains réinventent les codes du super-héros pour raconter des récits ancrés dans leurs cultures et leurs réalités », proposant ainsi une alternative aux modèles dominants venus des États-Unis.
Kofi Ndale d'Afrik.com décrit un documentaire qui « donne la parole à une nouvelle génération d’artistes africains qui bousculent les codes du comics traditionnel ». L’article rappelle que le film Les Héritiers de Captain Africa « révèle des créateurs qui s’inspirent de leurs mythologies, de leur histoire et de leurs enjeux contemporains pour façonner des super-héros profondément enracinés dans le continent ».

## Citation
Emmanuel Ezeabiama explique notamment dans le documentaire : « Nous ne sommes pas là que pour divertir les gens, nous sommes ici pour raconter l’histoire de notre peuple ».

## Fiche technique
Source des crédits.
- Titre : Les Héritiers de Captain Africa
- Réalisation : Xavier Fournier et Frédéric Ralière
- Scénario : Xavier Fournier
- Voix Off : Otis Ngoi
- Pays d'origine :  France
- Langue originale : Français
- Durée : 53 minutes
- Producteurs : David Frécinaux et Mylène Baradel
- Société de production : Comme une idée
- Chaîne de diffusion : Warner TV Next
- Plateforme de diffusion : Max
- Date de première diffusion : 26 mai 2025